# Charles Kay
Charles Kay (* 31. August 1930 in Coventry als Alfred Charles Piff; † 8. Januar 2025) war ein britischer Schauspieler, der vor allem als profilierter Darsteller am Theater auftrat.

## Leben
Alfred Charles Piff wurde 1930 in Coventry als Sohn von Charles und Frances (Petty) Piff geboren. Er hatte eine jüngere Schwester.
Er besuchte während des Zweiten Weltkriegs die Warwick School. Nach der Schule studierte er an Birmingham University Medizin und spezialisierte sich dann auf die Zahnmedizin. Nach seinem Wehrdienst entschied er sich jedoch für eine Schauspielausbildung an der Royal Academy of Dramatic Art (RADA), die er 1957 abschloss.
Noch vor Ende seiner Ausbildung war Kay bereits dem Ensemble der Radio Drama Company der BBC beigetreten. Danach trat er am Belgrade Theatre seiner Heimatstadt Coventry unter anderem an der Seite von Patsy Byrne und Alan Howard auf. In den kommenden Jahren war Kay am Theater in zahlreichen Rollen zu sehen, so in Inszenierungen von Arnold Weskers Roots, in Julius Caesar, Arsen und Spitzenhäubchen, Der Kaufmann von Venedig, One More River und Große Erwartungen. Von 1963 bis 1966 wirkte er bei der Royal Shakespeare Company. Danach gehörte Kay sechs Jahre dem Ensemble des Old Vic Theatre an. Dort trat er unter anderem als Celia in einer rein männlichen besetzten Inszenierung von As You Like It, Maximilien de Robespierre in Danton’s Death, Gaveston in Edward II. oder Loach in The National Health auf.
In den 1970er Jahren war Kay am Theater unter anderem als Teiresias in Die Bakchen, als Dauphin an der Seite von Eileen Atkins in Die heilige Johanna und als Cassius in William Shakespeares Julius Caesar zu sehen. Hauptrollen übernahm er unter anderem in 1974 in der Titelrolle als Tartuffe beim Edinburgh International Festival und 1991 als Harpagon in Der Geizige am National Theatre. Weitere Rollen waren unter anderem die des Sam in Harold Pinters The Homecoming und die des Bosola in The Duchess of Malfi. Kay kehrte später noch zweimal zur Royal Shakespeare Company zurück, als Kunsthistoriker in David Edgars Pentecost (1994) und als Lafeu in Gregory Dorans Inszenierung von All’s Well That Ends Well (2003).
Seit Ende der 1950er Jahre war Kay auch in Film- und Fernsehproduktionen zu sehen. In der Miniserie Sturz der Adler übernahm er 1974 die Rolle des Zaren Nikolaus II. In Churchill’s People (1975) war Kay als Politiker Thomas Fairfax zu sehen. 1984 trat er an der Seite von Tom Hulce und F. Murray Abraham in Miloš Formans Spielfilm Amadeus als Graf Orsini-Rosenberg auf. Im Jahr darauf übernahm Kay in der Thriller-Miniserie Am Rande der Finsternis die Rolle des Regierungsmitarbeiters Guy Pendleton. In Kenneth Branaghs Shakespeare-Verfilmung Henry V. übernahm Kay 1989 die Rolle des Erzbischofs von Canterbury Henry Chichele. Sein Schaffen für Film- und Fernsehen umfasst mehr als 90 Produktionen.
Kay lebte alleinstehend in Parsons Green in West London und verbrachte seine letzten Jahre in einem Pflegeheim in Wimbledon. Er starb im Januar 2025 im Alter von 94 Jahren.

## Filmografie (Auswahl)
- 1958: Mit dem Kopf durch die Wand (Bachelor of Hearts)
- 1960: Piccadilly Third Stop
- 1960: Probation Officer (Fernsehserie, 1 Episode)
- 1961: Looking About (Fernsehserie, 1 Episode)
- 1961: Galileo (Fernsehfilm)
- 1962: The Amazing Dr. Clitterhouse (Fernsehfilm)
- 1962: Top Secret (Fernsehserie, 1 Episode)
- 1962: The Wild and the Willing
- 1963: The Victorians (Fernsehserie, 8 Episoden)
- 1964: No Hiding Place (Fernsehserie, 1 Episode)
- 1966: Drama 61-67 (Fernsehserie, 1 Episode)
- 1967: Anruf für einen Toten (The Deadly Affair)
- 1967: Champion House (Fernsehserie, 1 Episode)
- 1965–1970: The Wars of the Roses (Fernsehserie, 6 Episoden)
- 1968: Detektive (Detective, Fernsehserie, 1 Episode)
- 1973: Gene Bradley in geheimer Mission (The Adventurer, Fernsehserie, 1 Episode)
- 1973: Once Upon a Time (Fernsehserie, 1 Episode)
- 1973: The Merchant of Venice (Fernsehfilm)
- 1973: Beryl's Lot (Fernsehserie, 2 Episoden)
- 1974: Sturz der Adler (Fall of Eagles, Miniserie, 7 Episoden)
- 1974: Miss Nightingale (Fernsehfilm)
- 1974: Microbes and Men (Fernsehserie, 2 Episoden)
- 1974: Jenny, Lady Churchill (Miniserie, 1 Episode)
- 1974–1983: Crown Court (Fernsehserie, 10 Episoden)
- 1975: The Prodigal Daughter (Fernsehfilm)
- 1975: Churchill’s People (Fernsehserie, 1 Episode)
- 1975: Ein Mann namens Hennessy (Hennessy)
- 1976: Ich, Claudius, Kaiser & Gott (I, Claudius, Miniserie, 1 Episode)
- 1977: Supernatural (Miniserie, 2 Episoden)
- 1977: Target (Fernsehserie, 1 Episode)
- 1978: The Devil's Crown (Fernsehserie, 5 Episoden)
- 1980: Nijinsky
- 1980: A Question of Guilt (Fernsehserie, 4 Episoden)
- 1980–1981: To Serve Them All My Days (Miniserie, 5 Episoden)
- 1981: Chintz (Fernsehserie, 1 Episode)
- 1980–1981: Lady Killers (Fernsehserie, 4 Episoden)
- 1981: To the Manor Born (Fernsehserie, 1 Episode)
- 1981: Jim Bergerac ermittelt (Bergerac, Fernsehserie, 1 Episode)
- 1981: The Borgias (Miniserie, 1 Episode)
- 1982: Whoops Apocalypse (Fernsehserie, 1 Episode)
- 1983: The Citadel (Miniserie, 1 Episode)
- 1983: My Cousin Rachel (Miniserie, 4 Episoden)
- 1983: By the Sword Divided (Fernsehserie, 1 Episode)
- 1984: Amadeus
- 1984: The Life and Death of King John (Fernsehfilm)
- 1985: Time for Murder (Fernsehserie, 1 Episode)
- 1985: Am Rande der Finsternis (Edge of Darkness, Miniserie, 6 Episoden)
- 1986: Home to Roost (Fernsehserie, 1 Episode)
- 1986: Westlich vom Paradies (West of Paradise, Fernsehfilm)
- 1986: School for Vandals
- 1987: London Embassy (Miniserie, 1 Episode)
- 1987: Fortunes of War (Miniserie, 7 Episoden)
- 1988: Menace Unseen (Miniserie, 3 Episoden)
- 1988: Rumpole von Old Bailey (Rumpole of the Bailey, Fernsehserie, 1 Episode)
- 1988: Thompson (Fernsehserie, 2 Episoden)
- 1989: A Quiet Conspiracy (Miniserie, 3 Episoden)
- 1989: Storyboard (Fernsehserie, 1 Episode)
- 1989: Henry V.
- 1990, 1992, 1997: The Bill (Fernsehserie, 3 Episoden)
- 1991: The Case-Book of Sherlock Holmes (Fernsehserie, 1 Episode)
- 1991: The Darling Buds of May (Fernsehserie, 2 Episoden)
- 1991: Fiddlers Three (Fernsehserie, 14 Episoden)
- 1993: Alleyn Mysteries (Fernsehserie, 1 Episode)
- 1993: Brighton Belles (Fernsehserie, 1 Episode)
- 1993: Herz in der Finsternis (Heart of Darkness, Fernsehfilm)
- 1994: Law and Disorder (Fernsehserie, 6 Episoden)
- 1994: Lloyds Bank Channel 4 Film Challenge (Fernsehserie, 1 Episode)
- 1994: Willie's War
- 1996: P.R.O.B.E.: Unnatural Selection
- 1997: Jonathan Creek (Fernsehserie, 1 Episode)
- 1998: Hetty Wainthropp Investigates (Fernsehserie, 1 Episode)
- 1998: Goodnight, Mister Tom (Fernsehfilm)
- 1998: Inspector Barnaby (Midsomer Murders, Episode 1x05)
- 1999: Beautiful People
- 2001: Casualty (Fernsehserie, 1 Episode)
- 2002: Ernst sein ist alles (The Importance of Being Earnest)
- 2005: Holby City (Fernsehserie, 1 Episode)
- 2005: Colditz – Flucht in die Freiheit (Colditz, Miniserie, 2 Episoden)
- 2005: Fürchtet euch nicht! – Das Leben Papst Johannes Pauls II. (Have No Fear: The Life Of Pope John Paul II., Fernsehfilm)
- 2006: Inspector Barnaby (Midsomer Murders, Fernsehserie, Episode 9x03)
- 2007: Agatha Christie’s Marple (Fernsehserie, 1 Episode)
- 2009: Law & Order: UK (Fernsehserie, 2 Episoden)
- 2011: The Shadow Line (Fernsehserie, 2 Episoden)

## Theatrografie (Auswahl)
- 1958: Uncle Dundo (Belgrade Theatre, Coventry)
- 1958: Ferdinand the Matador (Belgrade Theatre, Coventry)
- 1958: Any Other Business (Belgrade Theatre, Coventry)
- 1958: A Christmas Carol (Belgrade Theatre, Coventry)
- 1959: Out of the Frying Pan (Belgrade Theatre, Coventry)
- 1959: See How They Run (Belgrade Theatre, Coventry)
- 1959: A Touch of the Sun (Belgrade Theatre, Coventry)
- 1959: Julius Caesar (Belgrade Theatre, Coventry)
- 1959: Murder in the Cathedral (Belgrade Theatre, Coventry)
- 1959: Dear Delinquent (Belgrade Theatre, Coventry)
- 1959: Bridge of Sighs (Belgrade Theatre, Coventry)
- 1959: Arsenic and Old Lace (Belgrade Theatre, Coventry)
- 1959: Reluctant Heroes (Belgrade Theatre, Coventry)
- 1959: Roots (diverse Spielstätten)
- 1959: Abraham Lincoln (Belgrade Theatre, Coventry)
- 1959: Not in the Book (Belgrade Theatre, Coventry)
- 1959: Great Expectations (Belgrade Theatre, Coventry)
- 1959: Charley’s Aunt (Belgrade Theatre, Coventry)
- 1960: Spider’s Web (Belgrade Theatre, Coventry)
- 1960: One More River (Belgrade Theatre, Coventry)
- 1960: The Merchant of Venice (Belgrade Theatre, Coventry)
- 1960: Never Had It So Good (Belgrade Theatre, Coventry)
- 1961: The Changeling (Royal Court Theatre, London)
- 1963–1964: Henry VI (Royal Shakespeare Company, The Royal Shakespeare Theatre, Stratford-Upon-Avon)
- 1963–1964: Julius Caesar (Royal Shakespeare Company, The Royal Shakespeare Theatre, Stratford-Upon-Avon)
- 1963–1964: Richard III (Royal Shakespeare Company, The Royal Shakespeare Theatre, Stratford-Upon-Avon)
- 1963–1965: Edward IV (Royal Shakespeare Company, The Royal Shakespeare Theatre, Stratford-Upon-Avon)
- 1964–1965: Henry V (Royal Shakespeare Company, The Royal Shakespeare Theatre, Stratford-Upon-Avon)
- 1964–1965: The Comedy of Errors (Royal Shakespeare Company, The Royal Shakespeare Theatre, Stratford-Upon-Avon)
- 1965: Love’s Labour’s Lost (Royal Shakespeare Company, The Royal Shakespeare Theatre, Stratford-Upon-Avon)
- 1965: The Comedy of Errors (Tournee)
- 1965: Much Ado About Nothing (National Theatre, The Old Vic, London)
- 1965: Timon of Athens (Royal Shakespeare Company, The Royal Shakespeare Theatre, Stratford-Upon-Avon)
- 1965–1966: The Merchant of Venice (Royal Shakespeare Company, The Royal Shakespeare Theatre, Stratford-Upon-Avon)
- 1965–1966: Love’s Labour’s Lost (Royal Shakespeare Company, The Royal Shakespeare Theatre, Stratford-Upon-Avon)
- 1965–1966: Hamlet (Royal Shakespeare Company, The Royal Shakespeare Theatre, Stratford-Upon-Avon)
- 1966: The Government Inspector (Royal Shakespeare Company, Aldwych Theatre, London)
- 1966: The Meteor (Royal Shakespeare Company, Aldwych Theatre, London)
- 1966: The Thwarting of Baron Bolligrew (Royal Shakespeare Company, Aldwych Theatre, London)
- 1967: Rosencrantz and Guildenstern are Dead (National Theatre, The Old Vic, London)
- 1967: As You Like It (National Theatre Company, National Theatre, London)
- 1967: As You Like It (National Theatre Company, The Old Vic, London)
- 1968: Volpone (National Theatre, The Old Vic, London)
- 1968: Edward II (National Theatre, The Old Vic, London)
- 1968: The Covent-Garden Tragedy / A Most Unwarrantable Intrusion / In His Own Write (Old Vic Theatre Company, Old Vic Theatre, London)
- 1968–1969: Love’s Labour’s Lost (National Theatre, The Old Vic, London)
- 1968–1969: Back to Methuselah (The Old Vic, London)
- 1969: MacRune’s Guevara (National Theatre, Jeanetta Cochrane Theatre, London)
- 1969: Scrabble (National Theatre, Jeanetta Cochrane Theatre, London)
- 1969: Back to Methuselah: Part Two (National Theatre, The Old Vic, London)
- 1969–1972: The National Health or Nurse Norton's Affair (Tournee)
- 1970: The Merchant of Venice (The Old Vic, London)
- 1970–1971: Cyrano de Bergerac (National Theatre Company, The Old Vic, London and Cambridge Theatre, London)
- 1971: The Captain of Köpenick (The Old Vic, London)
- 1971: Coriolanus (The Old Vic, London)
- 1971: Danton’s Death (National Theatre of Great Britain, The New Theatre, London)
- 1972: Popkiss (Cambridge Theatre Company, Cambridge Arts Theatre, Globe, London und weitere Theater)
- 1974: Tartuffe (Edinburgh International Festival, Edinburgh)
- 1975: The Phantom of the Opera (Actors’ Company, Wimbledon Theatre, Cardiff New Theatre, und weitere Theater)
- 1976: Dog Days (Oxford Playhouse, Oxford)
- 1977: Saint Joan (Prospect Productions, Liverpool Playhouse, Liverpool)
- 1983–1984: Life's a Dream (Tournee)
- 1985: Waste (Tournee)
- 1990: The Woman in Black (PW Productions, Fortune Theatre, London)
- 1991 The Miser (National Theatre, London)
- 1995: Pentecost (Royal Shakespeare Company, Gulbenkian Studio, Newcastle-upon-Tyne)
- 2003: All’s Well That Ends Well (Royal Shakespeare Company, Swan Theatre, Stratford-upon-Avon)
- 2006: Tosca's Kiss (Orange Tree Theatre, Richmond)
- 2007: The Last Confession (Theatre Royal, Haymarket, London and Chichester Festival Theatre)
- 2010–2011: An Ideal Husband (Vaudeville Theatre, London)
- 2012: Charley’s Aunt (Menier Chocolate Factory, London)
- 2017: Lost Without Words (National Theatre of Great Britain, Improbable, Dorfman Theatre, London)